# Северный полюс Меркурия

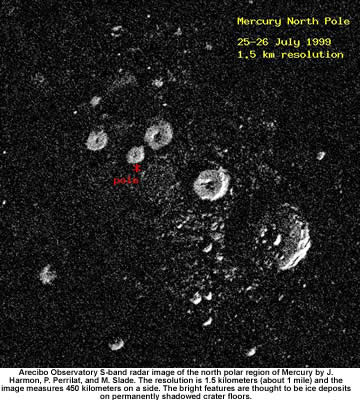
Радиолокационное изображение кратеров северного полюса Меркурия (радиотелескоп Аресибо). Северный полюс отмечен красной звёздочкой, сверху она касается кратера Триггвадоуттир.

Северный полюс Меркурия — точка пересечения поверхности планеты Меркурий с его осью вращения в северном полушарии. Расположение этой точки (север кратера Триггвадоуттир) известно с точностью порядка 10 километров, и при получении новых данных периодически уточняется.
Также, северным полюсом Меркурия называется его северный приполярный регион. На латыни этот регион, от 67° до 90° с. ш., диаметром чуть менее 1000 км, называется квадрантом Borealis. Его существенную часть занимает слабо кратерированная Северная равнина, однако около самого полюса плотность кратеров достаточно высока.
В силу того, что ось вращения Меркурия направлена перпендикулярно к плоскости эклиптики, Солнце на его полюсах практически всегда «ходит по горизонту», никогда не заглядывая за хоть немного возвышающиеся валы кратеров, на которых при этом возможно наличие множества пиков вечного света. Кроме Меркурия, в Солнечной системе такими свойствами обладают Луна, Церера и возможно некоторые менее пригодные для колонизации малые небесные тела, однако из всех них именно на Меркурии инсоляция этих пиков максимальна.
Ближайшие к северному полюсу Меркурия крупные кратеры — Триггвадоуттир, Честертон, Толкиен, Гордимер, Кандинский, Прокофьев.

## Лёд

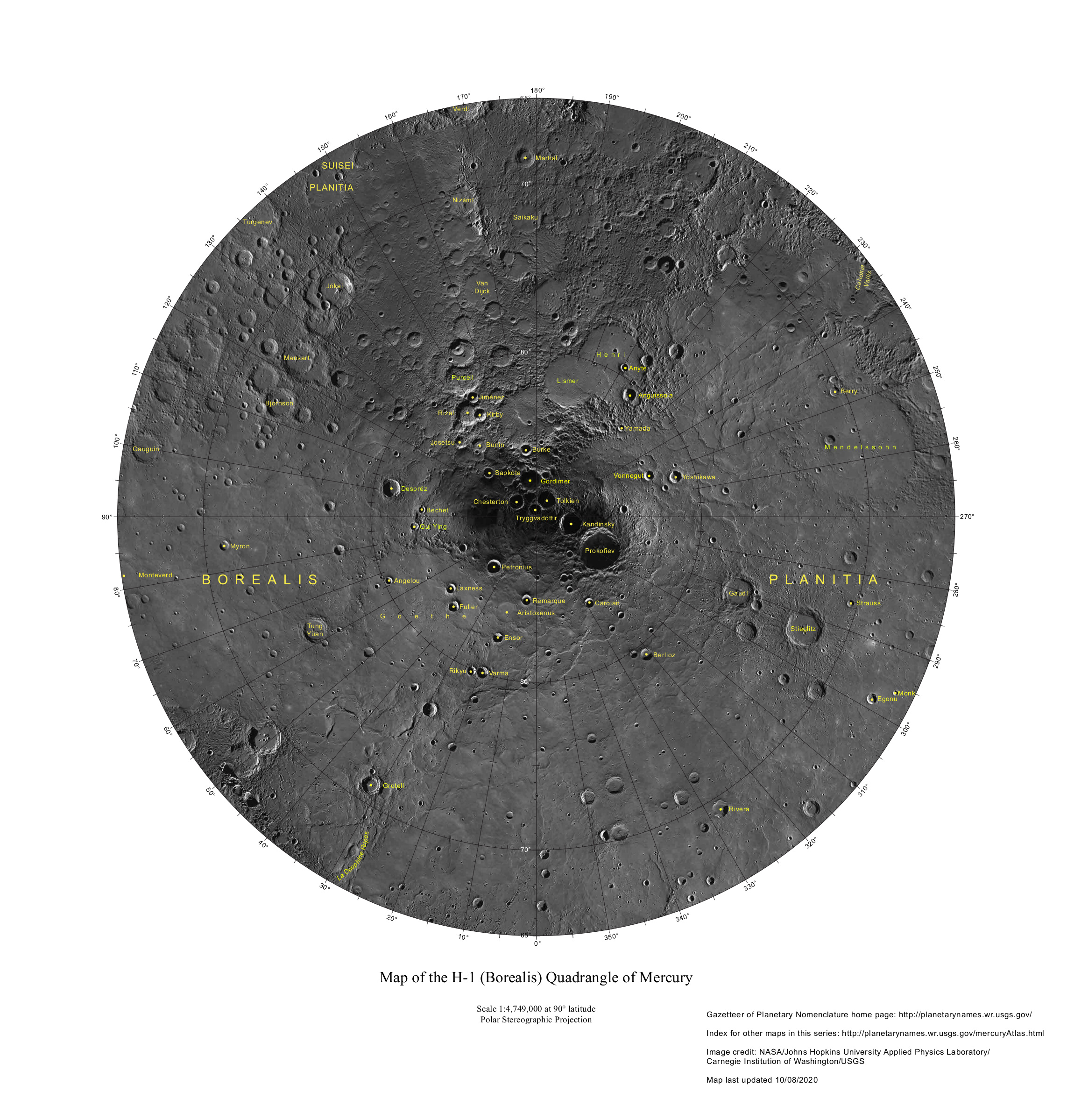
Квадрант Бореалис, фото КА «Мессенджер»

В расположенных в квадранте Бореалис кратерах вечной тьмы имеются существенные, до 1 трлн тонн, запасы водяного льда, особенно ценного для будущей колонизации Меркурия, так как вся его поверхность помимо полярных регионов абсолютно безводна в силу отсутствия атмосферы и высоких дневных температур из-за близости Меркурия к Солнцу.